# 147693 Piccioni
147693 Piccioni este un asteroid din centura principală, descoperit pe 11 februarie 2005, de Andrea Boattini și Hans Scholl.